# 武藤七郎

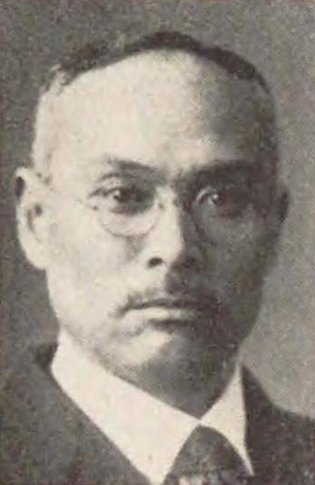
武藤七郎

武藤 七郎（むとう しちろう、1883年（明治16年）8月23日 – 1965年（昭和40年）3月7日）は、日本の衆議院議員（立憲民政党→立憲政友会）。

## 経歴
群馬県山田郡休泊村（現在の太田市）出身。1909年（明治42年）に東京帝国大学法科大学独法科を卒業し、さらに大学院で学んだ。『東京日日新聞』記者、日本大学講師、呉市助役、東京市社会局総務課長、協調会情報部長・農村課長を歴任した。その間、ワシントンでの第1回国際労働会議、ジュネーヴでの第4回国際労働会議に労働代表顧問として参加した。
1928年（昭和3年）、第16回衆議院議員総選挙に出馬し、当選を果たした。

## 著書
- 『国民教育 法制綱要』（帝国書院、1918年）